# Levinus van Looi
Levinus Johannes van Looi (Hof van Delft, 6 september 1897 - Harfsen, 13 mei 1977) was een Nederlands journalist.

## Leven en werk
Van Looi werd in 1897 in Hof van Delft geboren als zoon van Pieter Franciscus van Looi en Francisca Antonia Josiena van der Kam. Van Looi werkte als telegrafist bij de PTT en later als radioredacteur bij Het Volk, de krant van de SDAP. In 1925 nam hij samen met Gerrit Jan Zwertbroek en Jan Willem Lebon het initiatief tot oprichting van de VARA. Hij werd de eerste voorzitter van deze omroeporganisatie. Daarna werd Van Looi correspondent van Het Volk in Berlijn. Tijdens het naziregime onderhield hij de (clandestiene) contacten tussen Duitse en Nederlandse sociaaldemocraten.
Na de Duitse inval in mei 1940 dook hij onder. Daarna hield hij zich bezig met verzetswerk. Samen met Koos Vorrink raakte hij betrokken bij het Englandspiel. Door het werk van de verrader Anton van der Waals werd Van Looi in 1943 gearresteerd. Hij zat onder andere in concentratiekamp Buchenwald. In april 1945 werd hij daar door de Amerikanen bevrijd.
Na de oorlog was Van Looi hoofd van de Radionieuwsdienst van het ANP, de voorloper van het NOS Radionieuws. Hij overleed in 1977 in Harfsen op 79-jarige leeftijd.

### Vertalingen
- Ben Traven, De katoenplukkers (Amsterdam, 1931)
- S. Fowler-Wright, 1938: Ondergang van Praag (Amsterdam, 1936)

Levinus van Looi (1925-1926) · Christiaan van Doorn (1926-1927) · Simon van der Woude (1927-1930) · Arend de Vries (1930-1946) · Klaas de Jonge (wnd, 1946-1949) · Jaap Burger (1949-1966) · Jan Broeksz (1967-1970) · André Kloos (1970-1980) · Albert van den Heuvel (1980-1985) · Marcel van Dam (1986-1995) · Vera Keur (1995-2009) · Cees Korvinus (2009-2011) · Hans Andersson (2011-2013)